# ويليام دانيال (سياسي)
ويليام دانيال (بالإنجليزية: William Daniel) هو محامي وقاضي وسياسي أمريكي، ولد في 26 نوفمبر 1806 بمقاطعة كومبرلاند في الولايات المتحدة، وتوفي في 28 مارس 1873 بفارمفيل في الولايات المتحدة. حزبياً، نشط في الحزب الديمقراطي.